# サルゴン1世
サルゴン1世（Sargon I、在位:紀元前1850年頃？）は、古アッシリア時代のアッシリアの王。アッカド語ではシャル・キン(Sharru kin)と表記される。
彼についての情報はアッシリア王名表の記載とカネシュ（現キュルテペ）で発見された印章のみであり具体的業績は不明である。中アッシリア王国時代の王アッシュル・リム・ニシェシュの碑文によればアッシュル市の城壁の修復を行ったという。
同名の王にアッカド王国のサルゴンと新アッシリア帝国時代のサルゴン2世がいる。